# Кузнецов, Михаил Александрович
Михаил Александрович Кузнецов (родился 24 августа 1979 года в Чимкенте, СССР) — триатлонист из Казахстана.

## Спортивная карьера
Михаил Кузнецов — многократный участник различных международных соревнований по триатлону. Принимал участие на летних олимпийских играх в Сиднее, где занял 47 место. Также наиболее высокое достижение в карьере Михаила — серебряная медаль на Чемпионате Азии по триатлону в 2000 году.

## Проблемы со здоровьем
С 2001 года у Михаила начались проблемы с межпозвоночными дисками. В связи с этим в 2003 году спортсмену пришлось завершить профессиональную карьеру триатлониста.

## Таблица выступлений
| Чемпионат Азии по триатлону  | Чемпионат Азии по триатлону | Чемпионат Азии по триатлону | Чемпионат Азии по триатлону |
| Год                          | Место                       | Медаль                      | Состязание                  |
| ---------------------------- | --------------------------- | --------------------------- | --------------------------- |
| Чемпионат Азии по триатлону  | Гамагори Япония             | 2                           | Индивидуально               |
| Летние Олимпийские игры 2000 | Сидней Австралия            | 47                          | Индивидуально               |